# Callerya megasperma
Callerya megasperma är en ärtväxtart som först beskrevs av Ferdinand von Mueller, och fick sitt nu gällande namn av Anne M. Schot. Callerya megasperma ingår i släktet Callerya och familjen ärtväxter. Inga underarter finns listade i Catalogue of Life.

## Bildgalleri

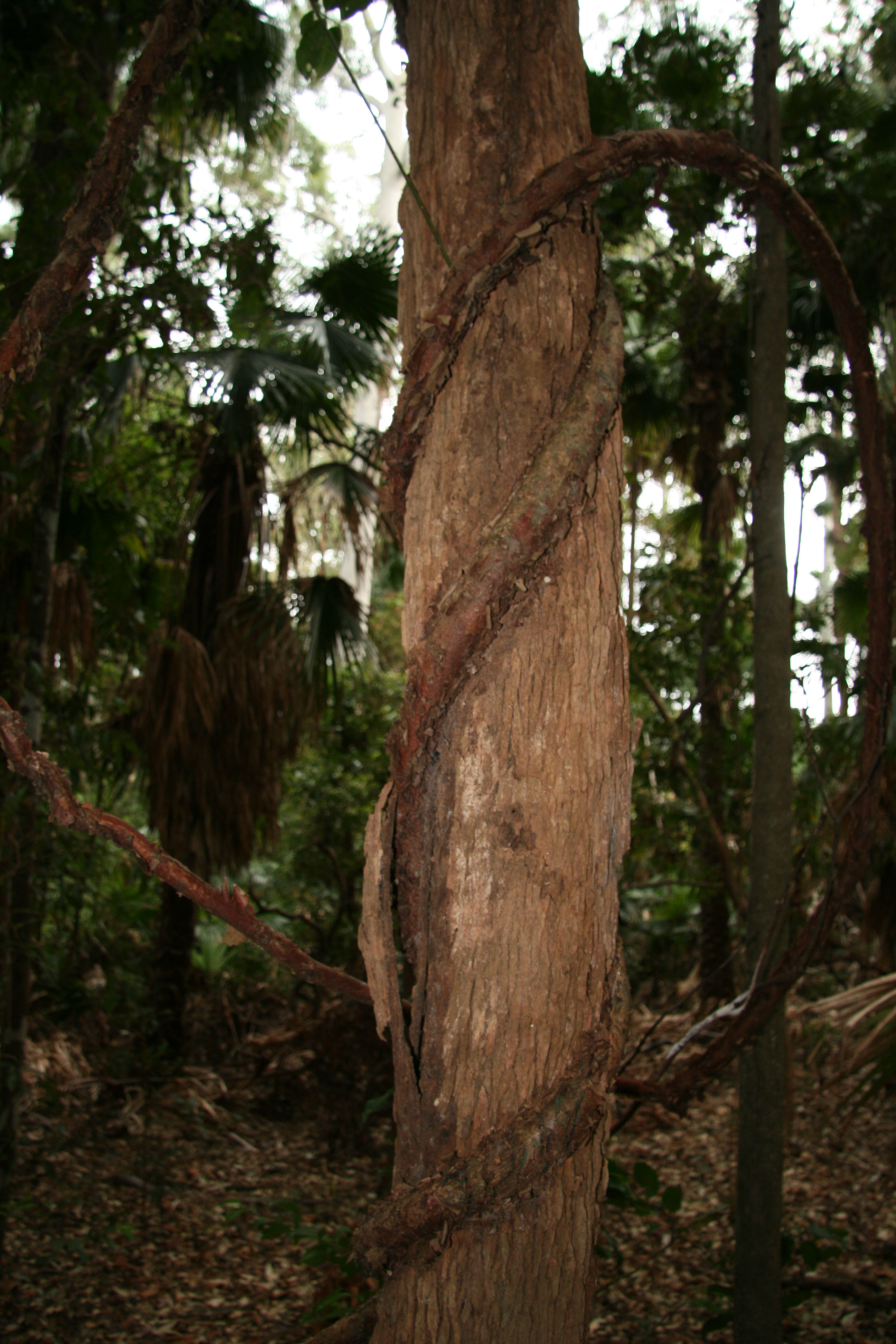